# لرزهای پس از زایمان
لرزهای پس از زایمان (انگلیسی: Postpartum chills) یک پاسخ فیزیولوژیک که ظرف ۲ ساعت پس از زایمان به شکل لرزهای غیرقابل کنترل رخ می‌دهد. این لرزها در بسیاری از زنان پس از انجام زایمان دیده می‌شود و می‌تواند ناخوشایند باشد. لرزها مدت کوتاهی دوام می‌آورند و تصور می‌شود که نتیجه یک پاسخ سیستم عصبی باشند. همچنین ممکن است به دلیل جابجایی مایعات و فشار و زورزدن‌های حین زایمان باشند. این لرزها یک پاسخ طبیعی در نظر گرفته می‌شود و هیچ تبی همراه آن وجود ندارد. تب نشان دهنده عفونت است. دادن اطمینان خاطر به مادر، تنها چیزی است که لازم است و باید مادر را گرم نگه داشت. لرزهای پس از زایمان به عنوان یک اتفاق نسبتاً معمول و عادی در نظر گرفته می‌شود و تصور بر آن است که احتمالاً به دمای محیط هم ربط دارد.